# Szwecja na Zimowych Igrzyskach Olimpijskich 1972
Szwecję na Zimowych Igrzyskach Olimpijskich 1972 reprezentowało 58 zawodników: 49 mężczyzn i dziewięć kobiet. Był to jedenasty start reprezentacji Szwecji na zimowych igrzyskach olimpijskich.

## Zdobyte medale
| Medal  | Zawodnik            | Dyscyplina          | Konkurencja                      | Rezultat     |
| ------ | ------------------- | ------------------- | -------------------------------- | ------------ |
| Złoto  | Sven-Åke Lundbäck   | Biegi narciarskie   | Bieg na 15 km mężczyzn           | 45:28,24 min |
| Srebro | Hasse Börjes        | Łyżwiarstwo szybkie | Bieg na 500 m mężczyzn           | 39,69 s      |
| Brąz   | Göran Claeson       | Łyżwiarstwo szybkie | Bieg na 1500 m mężczyzn          | 2:05,89 min  |
| Brąz   | Lars-Göran Arwidson | Biathlon            | Bieg indywidualny 20 km mężczyzn | 1:16:27,03 h |

## Skład kadry

### Biathlon
Mężczyźni
| Zawodnik                                                          | Konkurencja         | czas biegu | Kary  | Łączny czas | Pozycja |
| ----------------------------------------------------------------- | ------------------- | ---------- | ----- | ----------- | ------- |
| Lars-Göran Arwidson                                               | Bieg na 20 km       | 1:14:27,03 | 2:00  | 1:16:27,03  | brąz    |
| Holmfrid Olsson                                                   | Bieg na 20 km       | 1:19:28,78 | 3:00  | 1:22:28,78  | 21.     |
| Olle Petrusson                                                    | Bieg na 20 km       | 1:16:40,58 | 16:00 | 1:28:40,58  | 42.     |
| Torsten Wadman                                                    | Bieg na 20 km       | 1:17:17,56 | 13:00 | 1:30:17,56  | 49.     |
| Lars-Göran Arwidson Olle Petrusson Torsten Wadman Holmfrid Olsson | Sztafeta 4 × 7,5 km | 1:56:57,40 | 6     | 1:56:57,40  | 5.      |

### Biegi narciarskie
Mężczyźni
| Zawodnik                                                           | Konkurencja        | czas        | Pozycja |
| ------------------------------------------------------------------ | ------------------ | ----------- | ------- |
| Sven-Åke Lundbäck                                                  | Bieg na 15 km      | 45:28,24    | złoto   |
| Gunnar Larsson                                                     | Bieg na 15 km      | 46:23,29    | 8.      |
| Lars-Göran Åslund                                                  | Bieg na 15 km      | 46:56,23    | 18.     |
| Tord Backman                                                       | Bieg na 15 km      | 47:22,97    | 20.     |
| Gunnar Larsson                                                     | Bieg na 30 km      | 1:37:33,72  | 4.      |
| Lars-Göran Åslund                                                  | Bieg na 30 km      | 1:39:45,29  | 11.     |
| Sven-Åke Lundbäck                                                  | Bieg na 30 km      | 1:39:54,35  | 13.     |
| Thomas Magnuson                                                    | Bieg na 30 km      | 1:43:26,02  | 28.     |
| Lars-Arne Bölling                                                  | Bieg na 50 km      | 2:45:06,80  | 7.      |
| Hans-Erik Larsson                                                  | Bieg na 50 km      | 2:47:59,37  | 11.     |
| Tord Backman                                                       | Bieg na 50 km      | 2:48:53,51  | 13.     |
| Gunnar Larsson                                                     | Bieg na 50 km      | 2:51:17,56  | 20.     |
| Thomas Magnuson Lars-Göran Åslund Gunnar Larsson Sven-Åke Lundbäck | Sztafeta 4 × 10 km | 2:007:03,60 | 4.      |

Kobiety
| Zawodniczka                                 | Konkurencja       | czas     | Pozycja |
| ------------------------------------------- | ----------------- | -------- | ------- |
| Eva Olsson                                  | Bieg na 5 km      | 17:46,66 | 15.     |
| Barbro Tano                                 | Bieg na 5 km      | 17:54,53 | 19.     |
| Birgitta Lindqvist                          | Bieg na 5 km      | 18:25,88 | 32.     |
| Meeri Bodelid                               | Bieg na 5 km      | 18:29,07 | 33.     |
| Barbro Tano                                 | Bieg na 10 km     | 36:29,34 | 13.     |
| Meeri Bodelid                               | Bieg na 10 km     | 36:41,52 | 19.     |
| Eva Olsson                                  | Bieg na 10 km     | 36:46,50 | 23.     |
| Birgitta Lindqvist                          | Bieg na 10 km     | 37:24,76 | 28.     |
| Meeri Bodelid Eva Olsson Birgitta Lindqvist | Sztafeta 3 × 5 km | 51:51,84 | 8.      |

### Bobsleje
Mężczyźni
| Osada  | Zawodnik                                                       | Konkurencja | Ślizg 1 | Ślizg 2 | Ślizg 3 | Ślizg 4 | Łącznie | Pozycja |
| ------ | -------------------------------------------------------------- | ----------- | ------- | ------- | ------- | ------- | ------- | ------- |
| SWE-I  | Carl-Erik Eriksson Jan Johansson                               | Dwójki      | 1:16,68 | 1:16,81 | 1:14,08 | 1:13,83 | 5:01,40 | 6.      |
| SWE-II | Carl-Erik Eriksson Tom Mentzer Thomas Gustafsson Jan Johansson | Czwórki     | 1:12,14 | 1:12,42 | 1:11,43 | 1:11,41 | 4:47,40 | 11.     |

### Hokej na lodzie
Reprezentacja mężczyzn
| - Leif Holmqvist - Christer Abrahamsson - Thommy Abrahamsson - Lars-Eric Sjöberg - Kjell-Rune Milton - Stig Östling - Bert-Ola Nordlander - Kenneth Ekman - Tord Lundström - Lars-Göran Nilsson |  | - Håkan Pettersson - Håkan Wickberg - Mats Åhlberg - Björn Palmqvist - Hans Hansson - Inge Hammarström - Hans Lindberg - Thommie Bergman - Stig-Göran Johansson - Mats Lindh |

W rundzie kwalifikacyjnej reprezentacja Szwecji pokonała reprezentację Jugosławii 8:1 i awansowała do grupy finałowej turnieju olimpijskiego. W grupie finałowej zajęła 4. miejsce.

#### Runda kwalifikacyjna
| 3 lutego 1972 | Szwecja | 8:1 | Jugosławia |  |

| Godzina: 19:30 |  | (0:0, 4:0, 4:1) |  |  |

### Grupa Finałowa
| Drużyna           | M | Mecze | Mecze | Mecze | Bramki | Bramki | Bramki | Pkt | Uwagi |
| Drużyna           | M | W     | R     | P     | +      | –      | +/-    | Pkt | Uwagi |
| ----------------- | - | ----- | ----- | ----- | ------ | ------ | ------ | --- | ----- |
| ZSRR              | 5 | 4     | 1     | 0     | 33     | 13     | +20    | 9   |       |
| Stany Zjednoczone | 5 | 3     | 0     | 2     | 18     | 15     | +3     | 6   |       |
| Czechosłowacja    | 5 | 3     | 0     | 2     | 26     | 13     | +13    | 6   |       |
| Szwecja           | 5 | 2     | 1     | 2     | 17     | 13     | +4     | 5   |       |
| Finlandia         | 5 | 2     | 0     | 3     | 14     | 24     | -10    | 4   |       |
| Polska            | 5 | 0     | 0     | 5     | 9      | 39     | -30    | 0   |       |

Wyniki
| 5 lutego 1972 | Szwecja | 5:1 | Stany Zjednoczone |  |

| Godzina: 10:00 |  | (2:1, 1:0, 2:0) |  |  |

| 7 lutego 1972 | ZSRR | 3:3 | Szwecja |  |

| Godzina: 11:30 |  | (1:0, 1:0, 2:0) |  |  |

| 9 lutego 1972 | Szwecja | 5:3 | Polska |  |

| Godzina: 14:00 |  | (1:0, 4:2, 0:1) |  |  |

| 10 lutego 1972 | Czechosłowacja | 2:1 | Szwecja |  |

| Godzina: 19:00 |  | (0:0, 0:0, 2:1) |  |  |

| 13 lutego 1972 | Szwecja | 3:4 | Finlandia |  |

| Godzina: 09:00 |  | (2:1, 1:1, 0:2) |  |  |

### Kombinacja norweska
Mężczyźni
| Zawodnik             | Konkurencja   | Bieg narciarski | Bieg narciarski | Bieg narciarski | Skoki narciarskie | Skoki narciarskie | Skoki narciarskie | Skoki narciarskie | Skoki narciarskie | Skoki narciarskie | Skoki narciarskie | Skoki narciarskie | Łącznie | Pozycja |
| Zawodnik             | Konkurencja   | Czas biegu      | Pozycja         | Punkty          | Skok 1            | Nota              | Skok 2            | Nota              | Skok 3            | Nota              | Punkty            | Pozycja           | Łącznie | Pozycja |
| -------------------- | ------------- | --------------- | --------------- | --------------- | ----------------- | ----------------- | ----------------- | ----------------- | ----------------- | ----------------- | ----------------- | ----------------- | ------- | ------- |
| Sven-Olof Israelsson | Indywidualnie | 51:24,9         | 20.             | 193,000         | 64,0              | 70,7              | 62,0              | 59,6              | 71,5              | 55,6              | 130,3             | 39.               | 323,300 | 36.     |

### Łyżwiarstwo figurowe
| Zawodnik        | Konkurencja | Nota   | Pozycja |
| --------------- | ----------- | ------ | ------- |
| Anita Johansson | Solistki    | 2349,3 | 15.     |

### Łyżwiarstwo szybkie
Mężczyźni
| Zawodnik        | Konkurencja   | Konkurencja   | Konkurencja    | Konkurencja    | Konkurencja    | Konkurencja    | Konkurencja      | Konkurencja      |
| Zawodnik        | Bieg na 500 m | Bieg na 500 m | Bieg na 1500 m | Bieg na 1500 m | Bieg na 5000 m | Bieg na 5000 m | Bieg na 10 000 m | Bieg na 10 000 m |
| Zawodnik        | Czas          | Miejsce       | Czas           | Miejsce        | Czas           | Miejsce        | Czas             | Miejsce          |
| --------------- | ------------- | ------------- | -------------- | -------------- | -------------- | -------------- | ---------------- | ---------------- |
| Hasse Börjes    | 39,69         | srebro        |                |                |                |                |                  |                  |
| Ove König       | 40,25         | 7.            |                |                |                |                |                  |                  |
| Mats Wallberg   | 40,41         | 9.            |                |                |                |                |                  |                  |
| Johan Granath   | 40,79         | 16.           | 2:10,21        | 16.            |                |                |                  |                  |
| Göran Claeson   |               |               | 2:05,89        | brąz           | 7:36,17        | 4.             | 15:30,19         | 6.               |
| Johnny Höglin   |               |               | 2:08,11        | 9.             | 7:45,68        | 12.            |                  |                  |
| Göran Johansson |               |               | 2:09,66        | 15.            |                |                |                  |                  |
| Örjan Sandler   |               |               |                |                | 7:47,92        | 14.            | 16:04,90         | 15.              |

Kobiety
| Zawodnik            | Konkurencja   | Konkurencja   | Konkurencja    | Konkurencja    | Konkurencja    | Konkurencja    | Konkurencja    | Konkurencja    |
| Zawodnik            | Bieg na 500 m | Bieg na 500 m | Bieg na 1000 m | Bieg na 1000 m | Bieg na 1500 m | Bieg na 1500 m | Bieg na 3000 m | Bieg na 3000 m |
| Zawodnik            | Czas          | Miejsce       | Czas           | Miejsce        | Czas           | Miejsce        | Czas           | Miejsce        |
| ------------------- | ------------- | ------------- | -------------- | -------------- | -------------- | -------------- | -------------- | -------------- |
| Ann-Sofie Järnström | 45,83         | 15.           | 1:35,21        | 19.            | 2:31,53        | 26.            |                |                |
| Ylva Hedlund        | 46,24         | 18.           | 1:33,82        | 14.            | 2:31,31        | 25.            |                |                |
| Sylvia Filipsson    | 46,78         | 23.           | 1:37,24        | 30.            | 2:29,38        | 20.            | 5:11,13        | 14.            |

### Narciarstwo alpejskie
Mężczyźni
| Zawodnik        | Konkurencja | Konkurencja | Konkurencja               | Konkurencja               | Konkurencja               | Konkurencja               | Konkurencja       | Konkurencja               | Konkurencja               | Konkurencja               |
| Zawodnik        | Zjazd       | Zjazd       | Slalom gigant             | Slalom gigant             | Slalom gigant             | Slalom gigant             | Slalom specjalny  | Slalom specjalny          | Slalom specjalny          | Slalom specjalny          |
| Zawodnik        | Czas        | Pozycja     | Czas 1. przejazdu         | Czas 2. przejazdu         | Czas łączny               | Pozycje                   | Czas 1. przejazdu | Czas 2. przejazdu         | Czas łączny               | Pozycja                   |
| --------------- | ----------- | ----------- | ------------------------- | ------------------------- | ------------------------- | ------------------------- | ----------------- | ------------------------- | ------------------------- | ------------------------- |
| Manni Thofte    | 1:56,66     | 28.         | Nie ukończył 1. przejazdu | Nie ukończył 1. przejazdu | Nie ukończył 1. przejazdu | Nie ukończył 1. przejazdu | 1:01,14           | Nie ukończył 2. przejazdu | Nie ukończył 2. przejazdu | Nie ukończył 2. przejazdu |
| Olle Rolén      | 1:59,28     | 34.         | Nie ukończył 1. przejazdu | Nie ukończył 1. przejazdu | Nie ukończył 1. przejazdu | Nie ukończył 1. przejazdu | 1:01,19           | Nie ukończył 2. przejazdu | Nie ukończył 2. przejazdu | Nie ukończył 2. przejazdu |
| Sven Mikaelsson |             |             | 1:37,88                   | 1:43,77                   | 3:21,65                   | 28.                       | 1:01,00           | 1:00,72                   | 2:01,72                   | 21.                       |

Kobiety
| Zawodniczka     | Konkurencja | Konkurencja | Konkurencja               | Konkurencja               | Konkurencja                | Konkurencja                | Konkurencja                | Konkurencja                |
| Zawodniczka     | Zjazd       | Zjazd       | Slalom gigant             | Slalom gigant             | Slalom specjalny           | Slalom specjalny           | Slalom specjalny           | Slalom specjalny           |
| Zawodniczka     | Czas        | Pozycja     | Czas                      | Pozycja                   | Czas 1. przejazdu          | Czas 2. przejazdu          | Czas łączny                | Pozycja                    |
| --------------- | ----------- | ----------- | ------------------------- | ------------------------- | -------------------------- | -------------------------- | -------------------------- | -------------------------- |
| Lotta Sollander | 1:42,97     | 31.         | Nie ukończyła konkurencji | Nie ukończyła konkurencji | Nie ukończyła 1. przejazdu | Nie ukończyła 1. przejazdu | Nie ukończyła 1. przejazdu | Nie ukończyła 1. przejazdu |

### Skoki narciarskie
Mężczyźni
| Konkurencja            | Skoczek          | Skok 1    | Skok 1 | Skok 2    | Skok 2 | Nota  | Pozycja |
| Konkurencja            | Skoczek          | odległość | Nota   | odległość | Nota   | Nota  | Pozycja |
| ---------------------- | ---------------- | --------- | ------ | --------- | ------ | ----- | ------- |
| Skocznia normalna K-86 | Rolf Nordgren    | 82,5      | 115,7  | 74,0      | 102,1  | 217,8 | 11.     |
| Skocznia normalna K-86 | Anders Lundqvist | 71,0      | 98,3   | 68,0      | 93,5   | 191,8 | 42.     |
| Skocznia duża K-110    | Rolf Nordgren    | 97,5      | 105,5  | 92,5      | 98,0   | 203,5 | 11.     |
| Skocznia duża K-110    | Anders Lundqvist | 84,5      | 85,8   | 78,0      | 72,7   | 158,0 | 41.     |